# Shiri Appleby
Pour l’article homonyme, voir Appleby.
Shiri Appleby, est une réalisatrice et actrice américaine, née le 7 décembre 1978 à Los Angeles en Californie.
En 1999, l'actrice se fait connaître du grand public, grâce à son rôle de Liz Parker dans la série télévisée Roswell puis en 2015, dans la série télévisée UnREAL dans le rôle de Rachel Goldberg.

## Biographie

### Années 1990: jeunesse et révélation
Elle continue ensuite sa carrière, en jouant dans un film à faible budget La Morsure (Curse II: The Bite) en 1988. Puis dans Je t'aime à te tuer (I love you to death) en 1990. Ces deux films ont lancé sa carrière. Au cours des trois années suivantes, elle s'est consacrée à la télévision et a fait aussi des apparitions dans des émissions télévisées.
En 1993, elle est nommée aux Young Artist Awards (Récompenses pour les jeunes actrices) dans la catégorie Best Young Actress in a Cable Movie (Meilleure jeune actrice dans un film du câble) pour son rôle dans le téléfilm Manigances meurtrières. 
Avec le succès de Roswell, elle a de nombreux fans à travers le monde et enchaîne les couvertures de magazines pour ados. Elle joue alors des petits rôles dans des films comme Passé virtuel (The Thirteenth Floor) ou L'Autre Sœur. Après la fin de Roswell, elle joue dans le thriller sentimental Swimfan en 2002 et apparaît également dans des films comme L'Autre Rive ou The Skin Horse. En 2004, elle est l'héroïne diabolique de Lumière Noire (Darklight).
À ce jour, elle est apparue dans trois clips musicaux. Tout d'abord en 2000, dans It's My Life de Bon Jovi, avec Will Estes, puis en 2004 dans le clip I Don't Want To Be de Gavin DeGraw, avec Scott Mechlowicz. Cette chanson est également le générique de la série Les Frères Scott. Puis finalement, elle a joué dans le clip de Sense Field de la chanson Save Yourself, entendue au cours de la première saison de Roswell.

### Années 2000: progression en demi-teinte
En 2000, elle a joué dans le film comique When Do We Eat? (en) dans un des rôles principaux, le film dramatique Havoc et les téléfilms Dans ses rêves, Ma recette pour l'amour (« un Roméo & Juliette dans le monde des pizzas » selon ses dires) où elle est en tête d'affiche. Mais, son projet de série comique 1/4Life (par les créateurs de Deuxième Chance, qui devait raconter la vie de 7 jeunes gens vivant sous le même toit) a été annulé par le network américain ABC, avant même sa diffusion, pour la saison 2005/2006. Malgré des rumeurs qui disaient que cette série aurait pu être diffusée au cours de la saison 2006/2007, il n'en fut rien.
L'année 2006 sera également forte pour Shiri Appleby. Certains films qu'elle a tournés au cours de l'année 2005 sortent comme Voyeurs.com ou encore When Do We Eat? (en). En avril sort également le DVD de Dans ses rêves, mais toujours aux États-Unis et aucune nouvelle concernant la France. D'autres films sont diffusés au cours de festivals comme What Love Is et I'm Reed Fish (en), et Shiri tourne dans un nouveau thriller, The Killing Floor. Mais ce n'est que le début. L'actrice américaine incarne ensuite Anya dans une nouvelle série de rentrée de ABC: Six Degrees, mais ce n'est qu'un rôle de guest-star. Elle apparaît à partir de l'épisode 3, et le programme est arrêté au bout de six épisodes.
En octobre, elle est le personnage principal du téléfilm Le Frisson du crime diffusé sur Lifetime. Elle décroche aussi un petit rôle dans la grosse production La Guerre selon Charlie Wilson, menée par Tom Hanks, Julia Roberts, ou encore Amy Adams, mais c'est également l'année où USA Network annonce qu'elle a le rôle principal d'une nouvelle série To Love And die (en).  
Elle parvient finalement à sécuriser un rôle récurrent dans la quinzième et dernière saison de la série médicale Urgences. Cette visibilité la relance.

### Années 2010: retour au premier plan
En 2009, elle décroche le rôle principal de l'animatrice de radio Cate Cassidy, dans la série Life Unexpected aux côtés de Britt Robertson et Kristoffer Polaha. Ce personnage de jeune femme célibataire se découvrant mère lui vaut un retour critique en grâce, malgré les audiences faibles du programme. La chaîne commande une seconde saison de 13 épisodes, diffusée en 2010, avant d'arrêter les frais.
À la rentrée 2012, elle se contente du rôle principal de la shortcom Dating Rules from My Future Self, d'un personnage secondaire de la série télévisée américaine Chicago Fire, et de quelques apparitions dans d'autres séries.
Mais c'est entre 2013 et 2014 qu'elle confirme son intention de revenir au premier plan, en interprétant le personnage récurrent de Natalia dans la troisième saison de la très médiatisée comédie dramatique Girls.
À la rentrée 2015, elle s'impose enfin dans le personnage principal de la série télévisée satirique UnREAL. Elle y incarne la jeune productrice Rachel Goldberg. À la fois fragile et cruelle, elle impressionne la critique dans ce programme à succès. Deux saisons supplémentaires sont commandées. La série prend fin à l’issue de la quatrième saison en 2018. La productrice Marti Noxon lui confie parallèlement un personnage secondaire dans la série médicale Code Black.

### Années 2020: diriger et réaliser
Depuis, elle a délaissé progressivement son rôle d'actrice pour passer derrière la caméra, et devenir réalisatrice. Elle a notamment dirigé plusieurs épisodes des séries : Young Sheldon, Grown-ish (saison 6, épisodes 2, 4 et 10), New Amsterdam, Queens, et Black-ish.

### Vie privée
Depuis l'été 2012, elle est fiancée avec le restaurateur Jon Shook et attend son premier enfant. Elle met au monde le 23 mars 2013, une petite fille prénommée Natalie Bouader Shook. Elle annonce qu'elle est enceinte de son deuxième enfant en octobre 2015. Le 16 décembre 2015, elle accouche d'un petit garçon prénommé Owen Lee Shook.

## Filmographie

### Cinéma

#### Longs métrages
- 1987 : L'Heure du crime (The Killing Time) de Rick King : Annie Winslow
- 1988 : La Morsure (Curse II: The Bite) : Grace Newman
- 1990 : Je t'aime à te tuer (I Love You to Death) : Millie, la fille dans le parc
- 1993 : Family Prayers : Nina
- 1999 : Deal of a Lifetime : Laurie Petler
- 1999 : L'Autre Sœur (The Other Sister) : Free Sample Girl
- 1999 : Passé virtuel (The Thirteenth Floor) : Bridget Manilla
- 2000 : A Time for Dancing : Samantha Russell
- 2002 : Swimfan, la fille de la piscine de John Polson : Amy Miller
- 2003 : The Skin Horse : Carla
- 2003 : The Battle of Shaker Heights (en) d'Efram Potelle (en) et Kyle Rankin : Sarah
- 2004 : L'Autre Rive (Undertow) : Violet
- 2005 : When Do We Eat? (en) : Nikki
- 2005 : Jeux de gangs (Havoc) : Amanda
- 2006 : I'm Reed Fish : Jill Cavanaugh
- 2006 : Carjacking : Cary
- 2007 : The Killing Floor : Rebecca Fay
- 2007 : Love Like Wind : Le fantôme
- 2007 : What Love Is : Debbie
- 2007 : La Guerre selon Charlie Wilson (Charlie Wilson's War) : Jailbait, un des anges de Charlie
- 2013 : All American Christmas Carol de Ron Carlson : Pam
- 2015 : The Devil's Candy de Sean Byrne : Astrid Hellman

#### Courts métrages
- 2012 : The Happiest Person in America : Susan
- 2013 : Seven Minutes to Save the World : Caroline

### Télévision

#### Séries télévisées
- 1987 : Génération Pub (Thirtysomething) : Little Hope
- 1988 : The Bronx Zoo : Nicole
- 1988 : Freddy, le cauchemar de vos nuits (Freddy's Nightmares) : Marsha à 10 ans
- 1988 : Dear John : Une fille
- 1989 : Knight & Daye : Amy Escobar
- 1989 : Madame est servie (Who's the Boss?) : une élève (saison 6 épisode 10 : La Vocation de Tony)
- 1990 : Côte Ouest (Knots Landing) : Mary Frances à 10 ans
- 1990 : Adam 12 : Debbie Lavender
- 1991 : Sunday Dinner : Rachel
- 1993 : Docteur Doogie (Doogie Howser, M.D.) : Molly Harris
- 1993 : Raven : Jess
- 1993 : Against the Grain : Claire
- 1994 : Urgences (ER) : Mademoiselle Murphy (épisode pilote, environ à 47 min)
- 1997 : Alerte à Malibu (Baywatch) : Jennie
- 1997 : Sept à la maison (7th Heaven) : Karen
- 1997 : City Guys : Cindy
- 1998 : Xena, la guerrière (Xena: Warrior Princess) : Tara
- 1999 : Beverly Hills 90210 (Beverly Hills, 90210) : René
- 1999 : Movie Stars : Lori
- 1999 - 2002 : Roswell : Liz Parker (61 épisodes)
- 2000 : Batman, la relève (Batman Beyond) : Cynthia (Voix)
- 2000 : The Amanda Show : Nerd
- 2007 : Six Degrees : Anya (6 épisodes)
- 2008 : Welcome to the Captain : Heather
- 2008 : Fear Itself : Tracy  (saison 1 épisode 7 : Résidence Surveillée)
- 2008 : Urgences (ER) : Dr. Daria Wade (10 épisodes)
- 2010 : Life Unexpected : Cate Cassidy (26 épisodes)
- 2011 : Royal Pains : Stella (1 épisode)
- 2012 : Dating Rules from My Future Self : Lucy (10 épisodes)
- 2012 - 2013 : Chicago Fire : Clarice (6 épisodes)
- 2013 - 2014 : Girls : Natalia (4 épisodes)
- 2013 : New York, unité spéciale : Amelia Albers (saison 15 épisode 8)
- 2014 : Elementary : Agent Zirin (saison 2 épisode 18)
- 2015 - 2018 : UnREAL : Rachel Goldberg (38 épisodes)
- 2015 - 2016 : Code Black : Carla Niven (4 épisodes)
- 2019 : New York, unité spéciale : Kitty Bennett (saison 20, épisode 19)
- 2021 - 2022 : Roswell, New Mexico : Allie Meyers (3 épisodes)

#### Téléfilms
- 1988 : La Délivrance (Go toward the light) : Jessica
- 1992 : Manigances meurtrières (Perfect Family) : Steff
- 2004 : Lumière noire (Darklight) : Lilith  / Elle
- 2005 : 1/4life : Debra
- 2005 : Dans ses rêves (Un Parfait petit ami) (Everything You Want) : Abby Morrison
- 2005 : Ma recette pour l'amour (Pizza My Heart) : Gina Prestolani
- 2006 : Le Frisson du crime (Thrill of the Kill) : Kelly Holden
- 2007 : Voyeurs.com (I-See-You-Com) : Randi Sommers
- 2007 : Amours et Meurtres à Los Angeles (To Love and Die) : Hildy
- 2009 : Une femme fragile (Unstable) : Megan Walker
- 2013 : Le Noël où tout a changé (Kristin's Christmas Past) de Jim Fall : Kristin Cartwell

## Distinctions

### Nominations
- 6e cérémonie des Critics' Choice Television Awards 2016 : Meilleure actrice dans une série dramatique pour UnREAL (2015-2018).
- 2016 : Women's Image Network Awards de la meilleure série réalisée par une femme pour UnREAL (2015-2018).
- 2016 : International Online Cinema Awards de la meilleure actrice dans une série télévisée dramatique pour UnREAL (2015-2018).

## Voix françaises
En France, Élisa Bourreau est la voix régulière de Shiri Appleby depuis la série Roswell, en 1999,. Fily Keita, et Marie Chevalot l'ont également doublée à quatre et trois reprises. 
En France
| - Élisa Bourreau, dans : - Roswell (série télévisée) - Swimfan - Lumière noire (téléfilm) - Ma recette pour l'amour (téléfilm) - Dans ses rêves (téléfilm) - Le Frisson du crime (téléfilm) - Six Degrees (série télévisée) - Royal Pains (série télévisée) - New York, unité spéciale (série télévisée, 1re voix) - Elementary (série télévisée) - Fily Keita, dans : - Urgences (série télévisée) - Une femme fragile (téléfilm) - Life Unexpected (série télévisée) - Chicago Fire (série télévisée) | - Marie Chevalot dans (les séries télévisées) : - Code Black - UnREAL - New York, unité spéciale (2e voix) Et aussi - Sylvie Jacob dans Xena, la guerrière (série télévisée) - Armelle Gallaud dans Voyeurs.com - Laëtitia Lefebvre dans Fear Itself (série télévisée) - Barbara Beretta dans Le Noël où tout a changé (téléfilm) - Julia Bouteville dans Ma mère et moi - Marie Giraudon dans Toi chez moi et vice versa |

Au Québec